# Tribalus longipes
Tribalus longipes är en skalbaggsart som beskrevs av Vienna 1993. Tribalus longipes ingår i släktet Tribalus och familjen stumpbaggar. Inga underarter finns listade i Catalogue of Life.